# Весёлый (Вознесенское сельское поселение)
Весёлый — посёлок в Лабинском районе Краснодарского края России.
Входит в состав Вознесенского сельского поселения.

## География
Посёлок расположен в 6 км юго-восточнее административного центра поселения — станицы Вознесенской.

### Уличная сеть
| - ул. Красная, - ул. Молодёжная, - ул. Нахаловка, - ул. Полевая, | - ул. Садовая, - ул. Совхозная, - ул. Степная, - ул. Школьная. |

## Население
| 2002 | 2010 |
| ---- | ---- |
| 529  | ↘523 |

## Инфраструктура
Личное подсобное хозяйство с зоной сельскохозяйственного использования, индивидуальная застройка усадебного типа.
Основа экономики — сельское хозяйство.
МОБУ ООШ № 29.

## Транспорт
```
Остановка общественного транспорта «Весёлый». 
```